# Pandemonium (film, 2000)
Pour les articles homonymes, voir Pandemonium (homonymie).
Pour plus de détails, voir Fiche technique et Distribution.
Pandemonium est un film britannique réalisé par Julien Temple, sorti en 2000.

## Synopsis
L'histoire de la relation à la fois fructueuse et destructrice, entremêlant amitié et trahison, entre les poètes Samuel Taylor Coleridge et William Wordsworth.

## Fiche technique
- Réalisation : Julien Temple
- Scénario : Frank Cottrell Boyce
- Photographie : John Lynch
- Montage : Niven Howie
- Musique : Dario Marianelli
- Pays d'origine :  Royaume-Uni
- Langue originale : anglais
- Genre : drame, film biographique
- Durée : 124 minutes
- Dates de sortie : 
  -  Canada : 15 septembre 2000 (Festival international du film de Toronto)
  -  France : 18 avril 2001
  -  Royaume-Uni : 14 septembre 2001

## Distribution
- Linus Roache : Samuel Taylor Coleridge
- John Hannah : William Wordsworth
- Samantha Morton : Sara Coleridge
- Emily Woof : Dorothy Wordsworth
- Emma Fielding : Mary Wordsworth
- Andy Serkis : John Thelwall
- Samuel West : Robert Southey
- Clive Merrison : Dr Gillman
- Dexter Fletcher : Humphrey Davy
- Guy Lankester : Lord Byron
- Andrea Lowe : Edith Southey
- Juno Temple : Emma Southey
- John Standing : le révérend Holland

## Accueil
Le film n'a connu qu'une sortie limitée en France et au Royaume-Uni, réalisant un peu plus de 11 000 entrées au total.
Il obtient 58 % de critiques positives, avec une note moyenne de 5,7/10 et sur la base de 26 critiques collectées, sur le site Rotten Tomatoes. Sur Metacritic, il obtient un score de 60/100 sur la base de 11 critiques collectées.